# Thomas Draeger
Thomas Draeger (* 1941 in Wuppertal) ist ein deutscher Filmproduzent, Drehbuchautor und Regisseur. Unter anderem führte er bei einem Teil der Folgen der Serie Neues aus Uhlenbusch Regie und schrieb diverse Drehbücher. Für seine Arbeit am Film Metin erhielt er den Adolf-Grimme-Preis mit Gold.

## Leben
Draeger studierte von 1962 bis 1966 Theaterwissenschaft und Germanistik in Wien. 1967–1970 studierte er an der Deutschen Film- und Fernsehakademie, dann war er als Produzent, Autor und Regisseur tätig.
1971 gründete Draeger die Kintopp Filmproduktion GmbH.

## Filmographie
- 1968: Mary Jane (Drehbuch und Regie)
- 1968: Geordnete Verhältnisse (Drehbuch und Regie), 10 Min.
- 1970: Moses und die Grüne (Drehbuch und Regie), Spielfilm, 90 Min.
- 1970: Oh Movie (Regie), Dokumentarfilm
- 1971: Kontaktstörungen (Regie und Produktion), Kurz-Spielfilm
- 1974: Am Rande der Autobahn (Drehbuch und Regie), Spielfilm, 90 Min.
- 1975–2002: ca. 50 Kurz- und Langspielfilme für das Kinderprogramm Kleine Reihen des ZDF als Regisseur, Autor und Produzent für die Sendereihen Rappelkiste, Neues aus Uhlenbusch, Bettkantengeschichten, Karfunkel, Hals über Kopf, Morgen Schon, Achterbahn, Brausepulver, Flieg, Opa, flieg! u. a.
- 1979: Metin (Drehbuch und Regie), Spielfilm, 82 Min.
- 1982: Lisa und die Riesen (Drehbuch und Regie), Kinofilm
- 1983: Der Stubenälteste von Block 7 (Produzent), Dokumentarfilm
- 1983: Ich bin ein Kanake (Regie), Kurz-Spielfilm, 30 Min.
- 1983: Tu was, Kanake (Produzent), Spielfilm, 80 Min.
- 1984: Der Gehilfe des Uhrmachers (Produzent), Kurzspielfilm, 30 Min.
- 1984: Haus Excelsior (Produzent), Spielfilm, 80 Min.
- 1992: Hier und jetzt (Produzent, 3 Episoden)
- 1994: Geheim – oder was?! (Produzent, 11 Episoden)
- 1994: Prenzlauer Berg Walzer (Produzent), 90 Min.
- 1998: Ein Hund namens Freitag (Produktion und Regie), Spielfilm, 85 Min.
- 2000–2001: Beim nächsten Coup wird alles anders (Produzent, 6 Episoden)

Draeger war ferner 2014 Jurymitglied des Kurzfilmwettbewerbs „Heide-Wendland-Filmklappe“.

### Auszeichnungen
- Grimme-Preis mit Gold für Metin.
- 1. Preis beim Kinderfilmfestival in Vancouver